# ドン・ホプキンス
ドン・ホプキンス（Don Hopkins）は、アメリカ合衆国のプログラマであり、ヒューマンコンピュータインタラクション (HCI) やコンピュータグラフィックスに関するプログラムで知られている。メリーランド大学カレッジパーク校の卒業生であり、メリーランド大学ヒューマンコンピュータインタラクション研究所に属していた。
彼はリチャード・ストールマンの友人であり、ストールマンのことを「非常に想像力豊かな仲間」と評した。ストールマンがコピーレフトという言葉を使うようになったのはホプキンスの影響によるものである。彼は、EFF DES crackerに "Deep Crack" というニックネームをつけた。シミュレーションゲーム『シムシティ』をいくつかのバージョンのUNIXに移植し、X11用のマルチプレイヤー版を開発した。その後、『ザ・シムズ』のコアプログラミングの多くを手掛け、シムシリーズの開発者ウィル・ライトが設立したシンクタンク「Stupid Fun Club」のためにロボット制御ソフトや人格シミュレーションソフトウェアを開発した。
彼は、ウィンドウマネージャ、Emacs、シムシティ、ザ・シムズなどの多くのプラットフォームやアプリケーションのためのパイメニューを開発し、改良してきた。彼は、ジョン・レイモンド・キャラハン、ベン・シュナイダーマン、マーク・ワイザーとともにCHI'88 でパイメニューについての論文を発表し、よく引用されている。彼は、パイメニューのX10、X11、NeWS、Tcl/Tk、ScriptX、ActiveX、JavaScript、OpenLaszlo、Python、OLPC用の自由ソフトウェアやオープンソース実装、および、ザ・シムズやPalmPilot用のプロプライエタリ実装を発表している。
ホプキンスはまた、Apple/IBMの研究スピンオフであるKaleida Labsが作成したマルチメディアスクリプト言語ScriptXのデモやプログラミング例を書いたり、様々なOpenLaszloのアプリケーションやコンポーネントを開発しているほか、セルオートマトンによる芸術作品で知られるハッカーアーティストでもある。また、『The Unix-Haters Handbook』において、X Window Systemに関する章を執筆している。

## メトロポリス
ホプキンスはジョン・ギルモアのサポートのもと、OLPCのノートパソコンXO-1用のシムシティである『メトロポリス』(Micropolis) を開発した。最新のバージョンにはパイメニューが含まれており、ホプキンスが公開した動画で詳しく説明されている。
OLPCプロジェクトは教育を第一の目的としているため、メトロポリスは単なるゲームではなく、子供が自分でゲームをプログラミングできるようなツールでもある。ホプキンスは、様々な方法で簡単に拡張ができるようにメトロポリスをプログラムした。彼は、子供たちが新しい災害やエージェント（モンスター、竜巻、ヘリコプター、列車など）を作成し、XOの他の多くのゲームと同じようにプログラムできるようにする機能を追加した。メトロポリスをOLPCのSugarのユーザインタフェースと深く統合させたのは、子供たちの教育とアクセシビリティに焦点を当て、年配の子供たちがプログラミングを学ぶ意欲を高め、可能にするためである。

## ザ・シムズ
『ザ・シムズ』（日本語版タイトルは『シムピープル』）は、エレクトロニック・アーツが開発した仮想現実のコンピュータゲームである。このゲームは、非常に緩いガイドラインで知られており、ユーザーに課せられた特定の目標は存在しない。ユーザーは自分の作った仮想世界にただ存在するだけである。ホプキンスは、サン・マイクロシステムズで働いた後、ザ・シムズに関わるようになった。それ以来、ザ・シムズは彼の仕事のテーマであり、彼はこのゲームのデザインと概念的な開発の多くに貢献してきた。彼は、UNIXへのザ・シムズの移植のために雇われた。彼は、ユーザーがゲームの世界で効率的にアクションを実行できるように、このゲームにパイメニューを実装した。